# Sadko (held)

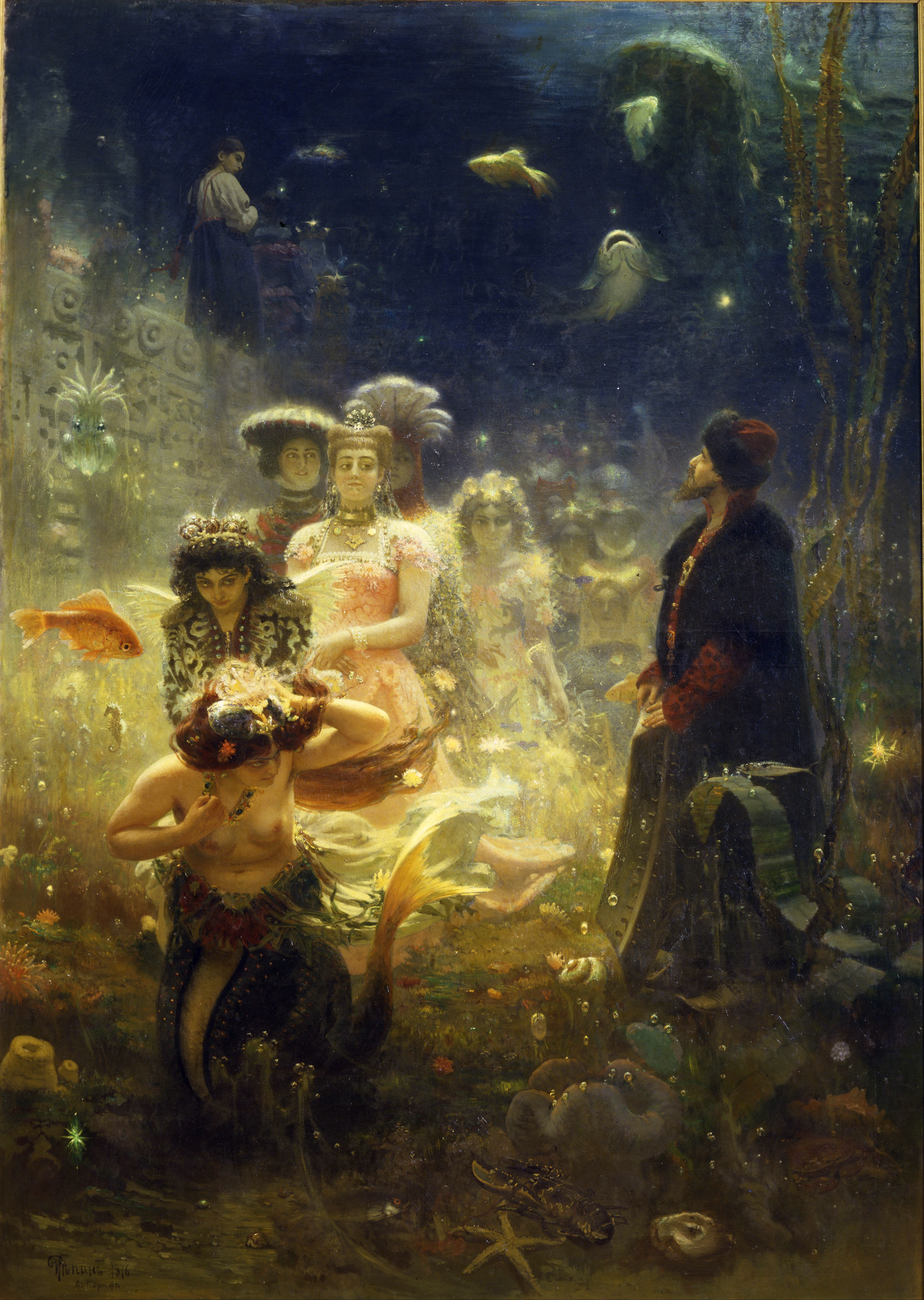
Ilja Repin, Sadko, 1876

Sadko (Russisch:’’Садко’’) is de hoofdfiguur in een  Russische bylina. Hij is koopman en goesli-speler uit Novgorod. In de kunst komen we deze figuur tegen in schilderijen en boekillustraties, in toneelopvoeringen, in een opera en in een film uit 1953.
Ilja Repin maakte dit schilderij in 1876 toen hij in Parijs was. Viktor Vasnetsov gebruikte hij als model voor dit schilderij. Toen hij weer terug was in Rusland werd het verhaal gebruikt voor een toneelopvoering; de uitvoering was op het landgoed Abramtsevo in 1885. Hiervoor maakte Vasnetsov de decors en ontwierp de kleding. Later componeerde Nikolaj Rimski-Korsakov hierbij een opera, welke in 1895 werd opgevoerd in de privé-opera van Savva Mamontov in Moskou.

## Verhaal
Onderstaand een verkorte versie van het verhaal, waarvan de volledige tekst is opgenomen in: Russische sprookjes, catalogus van de gelijknamige tentoonstelling in het Groninger Museum van 15 dec 2007 tot 6 apr 2008.
De avonturen van Sadko
Tijdens zijn wandelingen door zijn woonplaats komt Novgorod telkens langs een oude man, die op zijn goesli speelt. Als Sadko dit zelf eens mag proberen blijkt hij een natuurtalent. Sadko koopt een eigen goesli van het geld dat hij bij een timmerman verdiend heeft. Als straatmuzikant, iets wat zijn moeder in het geheel niet zag zitten, heeft hij veel succes.
Hij wordt zelfs door de vorst van Novgorod uitgenodigd bij hem op vele feesten te komen spelen voor de vorst en zijn gasten. Na drie jaar wordt hij door een aangeschoten gast bespot en beledigd en weigert Saskia verder te spelen.
Na drie dagen vissen en spelen op zijn goesli verschijnt aan Sadko uit het limenmeer een prachtige waternimf: tsarina Witvis. Zij bedankt hem voor zijn mooie muziek, mede namens de tsaar en zijn gasten en voorspelt hem veel voorspoed. Een volgende keer vult de tsarina zijn net met goudgeschubde vissen. Hij belooft haar voor de opbrengst van de vissen drie schepen te kopen, er in verre landen goede zaken mee te doen en, als de schepen vastlopen: de zee in te duiken om op zijn goesli te spelen voor de koning van alle zeeën. Hij moet zich Sadko de Koopman gaan noemen van de tsarina.
Na drie jaar op zee lopen inderdaad de schepen vast en duikt Sadko de zee in en speelt een tijd voor de tsaar. Na verloop van tijd wordt Sadko aangesproken door een oude man uit Novgorod een oude man uit Novgorod, die hem vertelt dat door zijn spel veel schepen verongelukken en vergaan. Sadko stopt met spelen met de smoes dat zijn goesli kapot is. De tsaar wil hem niet laten gaan en biedt één van zijn dertig dochters aan om met hem te trouwen. Sadko kiest, op aanraden van de oude man - de heilige Nicolaas - de lievelingsdochter en belooft de heilige Nicolaas een kerk voor hem te laten bouwen. Tijdens de bruidsnacht raakt hij zijn echtgenote niet aan omdat hij dan eeuwig in het onderwaterrijk moet blijven. Uiteindelijk zorgt de tsarendochter ervoor dat Sadko weer terug naar huis kan; hij krijgt zelfs twaalf schepen beladen met goud, zilver en edelstenen mee. Hij is nu de rijkste van Rusland en dankzij hem heeft Novgorod nog steeds zijn pronkstuk: de Sint-Nicolaaskathedraal.